# Plagiaatscanner
Een plagiaatscanner is een programma waarmee plagiaat in een tekst of document kan worden geconstateerd. Dit gebeurt meestal door de tekst te vergelijken met openbare teksten en documenten op het internet.
In Nederland worden plagiaatscanners vaak in het onderwijs gebruikt om plagiaat te voorkomen in verslagen.

## Methodes van plagiaatscanners

### Woordcombinaties
Het analyseren van woordcombinaties is de meest gebruikte aanpak. Hierbij worden er een collectie aan passages tussen teksten met elkaar vergeleken om te bepalen of dezelfde combinatie aan woorden ook voorkomt in een ander document. Op basis van hoeveel deze combinaties op elkaar lijken wordt er een score zekerheids-score bepaald die aangeeft hoe groot de kans is dat de passages direct geplagieerd zijn.

### Woordelijk
Bij een woordelijke check wordt er gekeken naar directe overeenkomsten tussen een zin uit het te scannen document en de controle documenten. Als een zin op precies dezelfde manier voorkomt in een andere tekst wordt hij gemarkeerd als geplagieerd. Dit vereist vergeleken met de aanpak hierboven veel computatie aangezien de tekst woord voor woord moet worden vergeleken met een groot aantal documenten.

### "Zak van woorden"
Vaak gecombineerd met andere methoden, bij deze aanpak worden de woorden die gebruikt worden in verschillende teksten met elkaar vergeleken. Als dezelfde woorden in beide teksten veel gebruikt worden kan dit vaak duiden op plagiaat. Dit wordt vaak gedaan om te voorkomen dat een schrijver alleen maar de zinstructuur hoeft aan te passen om een plagiaatscanner te omzeilen.

## Plagiaatscanners in het Nederlands hoger onderwijs
In het Nederlands hoger onderwijs worden ook massaal plagiaatscanners gebruikt om de standaard van het onderwijs en onderzoek te waarborgen.Deze worden vaak bij de meeste opdrachten en scripties automatisch toegepast om plagiaat te voorkomen.